# L.A. Ring-malerierne i Statsministeriet
L.A. Ring-malerierne i Statsministeriet er en samling på 32. I høst findes i en stor og en lille udgave. Nogle af malerierne er udlånt til danske repræsentationer i udlandet, tre er i konsulatet i Flensborg, to i ambassaden i Helsinki og et i ambassaden Oslo. Fire er i depot i Statens Museum for Kunst og tre er udlånt til Marienborg.
Malerierne er testamentarisk arv sammen med 14 malerier af Hans Smidth, to af Kristian Zahrtmann samt to af Anders Zorn til Statsministeriet fra forretningsmanden O.P. Christensen, der var en nær ven af statsminister H.C. Hansen  der i midten af 1950'erne forærede sin malerisamling til ministeriet.  Han mente, at L.A. Rings virkelighedsnære og socialt engagerede malerier ville kunne inspirere enhver statsminister i dennes gerning. I et  gavebrev meddelte han, at malerierne skulle overdrages ministeriet ved  hans død.
I gavebrevet til statsminister Hans Hedtoft skrev Christensen  blandt andet:
| Citat | Som et udtryk for den taknemmelighed, jeg nærer overfor mit fædreland og i erkendelse af alt, hvad det har betydet for mig at være dansk, har jeg nu besluttet, at disse malerier efter min død skal tilfalde statsministeriet, således at malerierne kan tjene Dem og kommende danske statsministre til inspiration i statsministerens høje gerning og udadtil virke som et vidnesbyrd om dansk kunsts høje stade og dens samhørighed med vort folk. | Citat |
|       | |       |

Malerier, der er eller var i depot hos Statens Museum for Kunst, er I høst. Tehusene, Maleren i landsbyen, Når toget ventes og Sædemanden.
I januar og februar 1957 blev hele O.P. Christensens samling udstillet på Statens Museum for Kunst og Kai Flors bog om samlingen blev optrykt som udstillingskatalog.

## Samlingen
| - I høst. Tehusene, 1885 - I høst lille gentagelse, 1885 - Politisk diskussion. Abenæs ved Gaunø, 1885 - I høst tegning, 1886 - Et frieri. Landsbyen Ring, 1886 - Fru Johanne Wilde, 1890 - Far kommer hjem, 1896 - Maleren i landsbyen, 1897 - Lille interiør med brændende lys, 1898 - Møllen og broen ved Karrebæksminde, 1898 - En mand som graver kartofler, 1901 - Den gamle mand Baldersbrønde, 1904 - Kunstnerens hustru og børn, 1904 - En kone siddende ved et vindue med sit sytøj, 1905 - Husmandsfolk aftensskumring, 1905 - Vej ved kunstnerens hus, 1909 - Jægeren i mosen, 1909 - Sædemanden, 1910 - Interiør med avislæsende bondemand, 1911 - Kunstnerens hustru ved familiens sommervogn, 1911 - Broen ved Karrebæksminde, 1912 - Landposten kommer med brev, 1912 - I gadedøren Baldersbrønde, 1913 - Store sten på Strandkanten Enø, 1913 - Vej langs stranden Stille sommerdag på Enø, 1913 - Når toget ventes, 1914 - Stenet strandkant på Enø, 1914 - Udsigt over Roskilde fra Sankt Jørgensbjerg, 1916 - Udsigt over Sankt Jørgensbjerg og Roskilde fjord, 1921 - En strandbred i gråvejr, 1922 - Udsigt over fjorden med nøgent træ. Sankt Jørgensbjerg, 1930 - Forårsdag ved Køge å, 1931 |